# William Tutte
William Tutte (anglès: William Thomas Tutte)  (Newmarket, 14 de maig de 1917 - Waterloo, 2 de maig de 2002), conegut com a Bill Tutte, va ser un matemàtic britànic-canadenc.

## Vida i Obra
Tutte va néixer a Newmarket (Suffolk, Anglaterra), però va créixer a la vila de Cheveley, on el seu pare era jardiner d'un hotel. Va obtenir una beca i als onze anys va començar els estudis secundaris a Cambridge. Als dinou anys va ingressar al Trinity College (Cambridge), en el qual es va graduar en química el 1939. Poc després d'esclatar la Segona Guerra Mundial va ser reclutat pel govern britànic per a treballa a Bletchley Park en el des-xifratge dels missatges militars alemanys; primer va començar treballant amb les màquines de xifratge de Hagelin i, a partir de 1942, en les màquines de Lorenz, obtenint grans resultats, juntament amb Alan Turing i Tommy Flowers, amb els codis alemanys anomenats FISH o Tunny. Acabada la guerra, va tornar a Cambridge on va obtenir el doctorat per una tesi sobre teoria de grafs dirigida per Shaun Wylie, i inclinant-se per aquesta disciplina de forma definitiva.
El 1948, atret per Donald Coxeter, va acceptar una plaça docent a la universitat de Toronto, en la qual va romandre fins al 1962, quan es va traslladar a la universitat de Waterloo a Ontario (fundada quatre anys abans). Es va retirar el 1988, però es va quedar vivint a West Monrose, a prop de Waterloo, fins al 1994 quan va morir la seva esposa. Després d'uns anys a Anglaterra, va tornar a West Monrose, on va morir el 2002.
Les aportacions de Tutte en els camps de la teoria de grafs i de les matroides son innumerables i d'una importància cabdal. Des de 1967 va ser editor en cap de la revista Journal of Combinatorial Theory. Tutte va publicar més de cent-cinquanta articles científics i sis llibres, entre els quals es troba el seu Graph Theory As I Have Known It (1988), que és una magnífica introducció al tema.